# Ephemerella
Ephemerella là một chi rêu trong họ Ephemeraceae.